# Bommanahalli, Muddebihal
Bommanahalli là một làng thuộc tehsil Muddebihal, huyện Bijapur, bang Karnataka, Ấn Độ.